# Евакуација становништва ДНР и ЛНР
Евакуација становништва Доњецке Народне Републике и Луганске Народне Републике је масовна евакуација дијела становника међународно непризнатих држава Доњецке Народне Републике и Луганске Народне Републике на територију Руске Федерације у фебруару и марту 2022. године.

## Предисторија
У прољеће 2021. дошло је до оштре ескалације сукоба у источној Украјини, праћене порастом тензија на руско-украјинској граници — нарочито великим гомилацијем руских војних снага у близини границе (око 100.000 војника). Крајем априла стање се нормализовало. У јесен је поновљено гомилање руских снага. Према западним медијима, који се позивају на изворе у обавјештајним службама, Русија је у новембру 2021. поново образовала групу војника у близини граница Украјине од око 100.000 људи, што се сматрало припремама за инвазију на Украјину. Групација украјинских снага окупљена око дјелимично признатих република имала је око 53.000 војника.
Стање на линији додира у Донбасу нагло је ескалирало 17. фебруара 2022. године. Украјинске власти и отцјепљене републике међусобно су се оптуживале за кршење примирја и гранатирање насеља.

## Поступак евакуације
Званичници ДНР и ЛНР саопштили су 18. фебруара 2022. да Украјина спрема офанзиву и најавили масовну евакуацију становништва, нарочито жена, дјеце и стараца. Први је евакуацију најавио шеф ДНР Денис Пушилин. Послије њега, слично обавјештење је дао и шеф ЛНР Леонид Пасечник. У тренутку почетка евакуације, ДНР је имала око 2,2 милиона становника, а ЛНР око 1,4 милиона. Касније је Министарство за вандредне ситуације ДНР саопштило да ће република евакуисати више од 700.000 људи у Русију на неодређено вријеме.
Евакуација је почела 18. фебруара увече. Прије свега, изведени су становници насеља која су најближа линији додира Украјине и самопроглашених република. У Русију су прва одведена дјеца из сиротишта и школарци. Становништво је путничким аутобусима изведено са сабирних мјеста у насељима. Евакуација из ДНР жељезницом почела је 19. фебруара.
Први аутобуси са избјеглицама кренули су ка територији Ростовске области Руске Федерације. У ЛНР је образован 18. фебруара организовани конвој за евакуцију 10.000 људи. Према подацима Министарства за вандредне ситуације Русије, више од 50.000 избјеглица из Донбаса стигло је у Русију у прва два дана евакуције.
Свакој избјеглици која је стигла у Ростовску област исплаћена је једнократна помоћ у износу од 10 хиљада рубаља, новац који је преузет из резервног фонда. Из федералног буџета је Ростовској области издвојено 5 милијарди рубаља за помоћ избјеглицама. Центри за привремени смјештај на територији области распоређени су на бази здравствених кампова, санаторија и рекреационих центара. На територију обасти је упућено руковоство Министарства за вандредне ситуације Русије.
Због све већег броја избјеглица из Донбаса, којих је највише било у Ростовској области, а затим у Вороњешкој, Курској и Пензенској, у тим областима уведено је вандредно стање.
Према подавима, закључно са 11.40 часова 22. фебруара у Русији је било око 90 хиљада избјеглица из Донбаса, од чега је око 80 хиљада било у Ростовској области. Од 22 часа 22. фебруара, број интерно расељених лица из Донбаса која су ушла на територију Русије премашио је 93,5 хиљаде. Од 24. фебруара у 8 часова, скоро 113 хиљада људи је евакуисано у Русију, преко 71 хиљада је имала украјинско држљанство, више од 41 хиљаде руско држављанство, а 345 су држављани других држава.
У подне 24. фебруара, шеф ДНР Денис Пушилин дао је изјаву о обустави евакуације становника републике у Русију. Министар спољних послова ЛНР је 26. фебруара саопштио да још није донијета одлука о обустави евакуације становништва. Укупан број евакуисаних становника републике до 26. фебруара био је скоро 118 хиљада људи.

## Детаљи евакуације
Како наводи The Insider, припреме за прихват избјеглица биле су лоше организоване. На граници ДНР и ЛНР са Русијом у Ростовској области настале су дуге саобраћајне гужве. Они који су успјели да пређу границу пријавили су недостатак мјеста и хране у привременим смјештајима, као и немогућности повратка у Донбас. Неке од избјеглица су на крају смјештене на кревете у спортским салама умјесто у обећане собе у пансионима.